# And Then Nothing Turned Itself Inside Out
And Then Nothing Turned Itself Inside-Out è il decimo album in studio del gruppo musicale statunitense Yo La Tengo, pubblicato il 22 febbraio 2000. Il titolo del disco deriva da una citazione di Sun Ra.

## Accoglienza
| Recensione    | Giudizio |
| ------------- | -------- |
| AllMusic      |          |
| NME           |          |
| Pitchfork     | 8,1/10   |
| Rolling Stone |          |

And Then Nothing Turned Itself Inside-Out ha ottenuto l'acclamazione universale da parte dei critici musicali. Su Metacritic, sito che assegna un punteggio normalizzato su 100 in base a critiche selezionate, l'album ha ottenuto un punteggio medio di 83 basato su venti recensioni.

## Tracce
Testi e musica degli Yo La Tengo eccetto dove indicato.
1. Everyday – 6:31
2. Our Way to Fall – 4:18
3. Saturday – 4:18
4. Let's Save Tony Orlando's House – 4:59
5. Last Days of Disco – 6:28
6. The Crying of Lot G – 4:44
7. You Can Have It All – 4:36 (Harry Wayne Casey, Richard Finch)
8. Tears Are in Your Eyes – 4:35
9. Cherry Chapstick – 6:11
10. From Black to Blue – 4:47
11. Madeline – 3:36
12. Tired Hippo – 4:45
13. Night Falls on Hoboken – 17:42

## Classifiche
| Classifica (2000) | Posizione massima |
| ----------------- | ----------------- |
| Norvegia          | 17                |
| Regno Unito       | 79                |
| Stati Uniti       | 138               |